# Frederick Courteney Selous

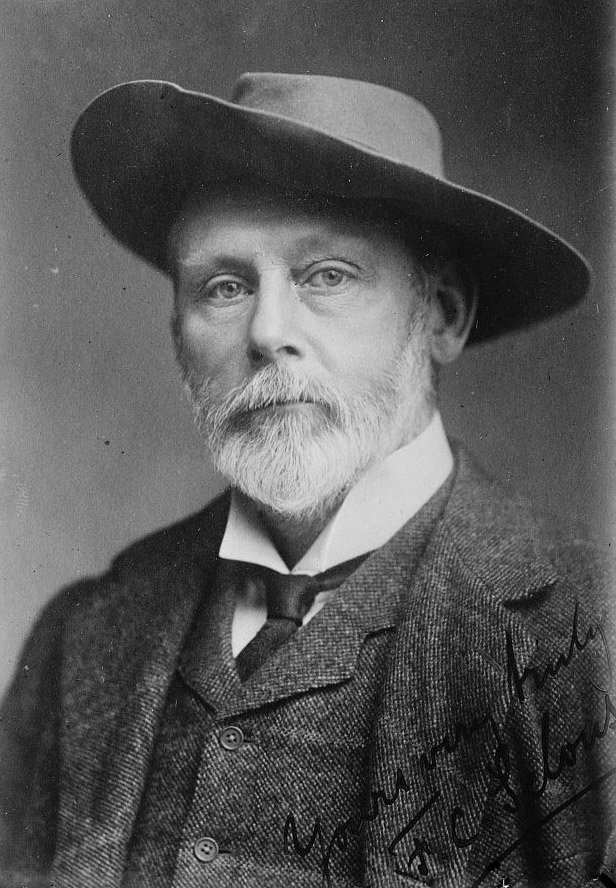
Frederick Courteney Selous

Frederick Courteney Selous (* 31. Dezember 1851 in London; † 4. Januar 1917 am Beho-Beho) war ein englischer Berufsjäger und Offizier in Afrika. Seine Lebensgeschichte inspirierte Henry Rider Haggard zur Schöpfung seines Helden Allan Quatermain. Er ist Namensgeber für das Selous Game Reserve, Afrikas größtes Wildschutzgebiet.

## Leben

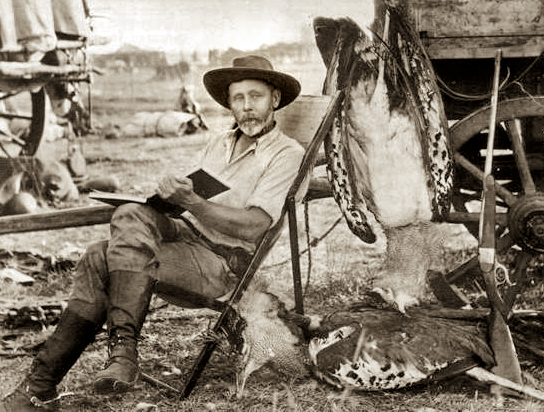
Frederick Courteney Selous auf Safari 1880er-Jahre

Bereits als Jugendlicher interessierte er sich für die Natur und begeisterte sich für Afrika. Im Alter von 19 Jahren reiste er nach Kapstadt und weiter nach Matabeleland. Mit kurzen Unterbrechungen bereiste er bis 1890 die bis dahin unerforschten Gebiete zwischen Transvaal und dem südlichen Kongobecken. Dabei jagte er Elefanten und anderes Großwild und sammelte Schmetterlinge, Insekten und „exotische“ Tiere im Auftrag von Museen und Privatsammlern. Er lebte vom Erlös der Verkäufe von Elfenbein und der präparierten Tiere.
Durch seine charismatische Persönlichkeit gelang es ihm, mit den Anführern der indigenen Völker (früher: Häuptlinge) freundschaftliche Beziehungen zu unterhalten. Durch die Beschreibungen seiner Reisen in Romanform wurden die Gebiete des heutigen Simbabwe einer größeren Öffentlichkeit bekannt. 1890 trat er in die Dienste der British South Africa Company als Führer einer Expedition nach Mashonaland und war wesentlich an der Gewinnung des Gebietes als britische Kolonie beteiligt. Im Ersten Matabele-Krieg wurde er 1893 verwundet, im Zweiten Matabele-Krieg 1896 übernahm er eine führende Offiziersstellung im Stab von Cecil Rhodes.
1893 heiratete er Gladys Maddy, mit der er zwei Söhne hatte.
In den folgenden Jahren zog er sich zeitweise nach England zurück, übernahm 1909 jedoch die Leitung der Expedition von Theodore Roosevelt nach Britisch-Ostafrika, Ägypten und in den Kongo. Dabei handelte es sich vermutlich um die größte Safari aller Zeiten, an der über 300 Personen teilnahmen. Alleine Roosevelt und sein Sohn Kermit schossen dabei über 500 Tiere.

## Teilnahme am Ersten Weltkrieg und Tod

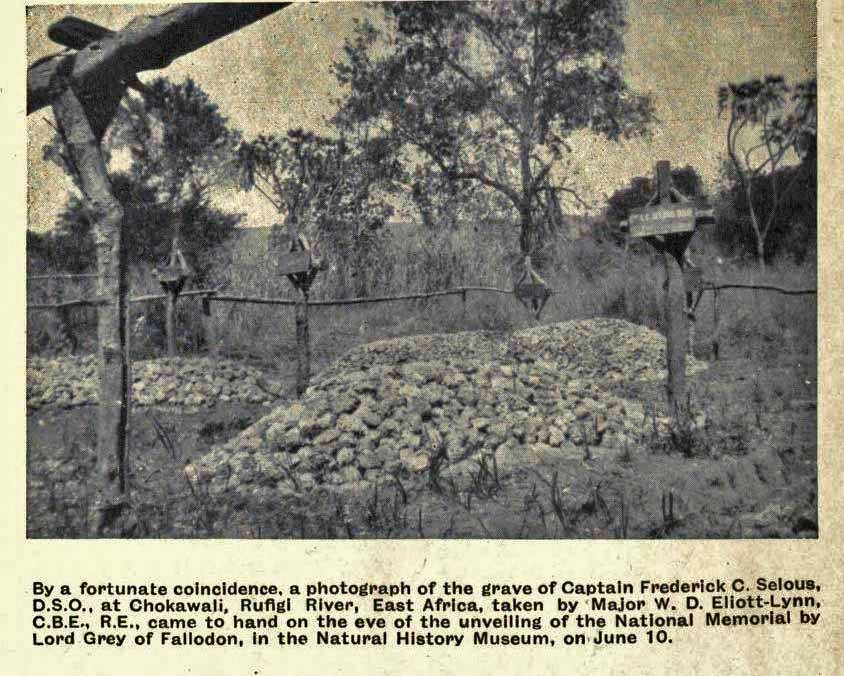
Selous Grab 1920

Bei Ausbruch des Ersten Weltkrieges meldete sich Selous Anfang 1915 freiwillig (im Alter von 64 Jahren) zu den Waffen. Nachdem er anfangs aufgrund seines hohen Alters abgelehnt worden war, kam er zum 25. Bataillon der Royal Fusiliers. In Kämpfen mit der Schutztruppe in Deutsch-Ostafrika unter General Paul von Lettow-Vorbeck geriet seine Gruppe am 4. Januar 1917 am Beho-Beho-Fluss in einen Hinterhalt, dabei wurden Selous und acht seiner Männer getötet. Selous wurde erst seitlich und dann mit dem zweiten Schuss tödlich am Kopf von einem deutschen Scharfschützen getroffen.
Um Frederick Courteney Selous Tod ranken sich mehrere Legenden. So erzählte Paul von Lettow-Vorbeck später, Selous – erkenntlich an seinem lang wehenden schlohweißen Haar – habe an jenem Tag seine Männer hoch erhobenen Hauptes angeführt, ohne die im Versteck liegenden nahen Deutschen zu bemerken. Lettow-Vorbeck selbst habe von einer Anhöhe aus Selous gesehen, diesen erkannt und einem ihn begleitenden Askari, der schon auf den in Schussweite befindlichen Selous gezielt habe, den Lauf der Waffe heruntergedrückt, sodass dieser nicht habe schießen können. Lettow-Vorbeck habe den großen Jäger gefangen nehmen wollen. Eine andere im Hinterhalt liegende Gruppe von deutschen Soldaten habe dieser Befehl aber nicht mehr rechtzeitig erreicht, sodass diese plötzlich das Feuer eröffneten und Selous und seine Männer unmittelbar getötet wurden. Auch diese Geschichte ist nicht anhand von historisch verbürgten Quellen belegbar und wurde von Lettow-Vorbeck während der Kämpfe nicht aufgezeichnet, sondern erst viele Jahre nach Kriegsende berichtet.

## Selous Wildschutzgebiet
Der Bereich, in dem Selous und die ihn begleitenden Soldaten fielen und begraben wurden, war bereits damals ein Wildschutzgebiet. Nach der Übernahme der Kolonie durch Großbritannien 1919 wurde dieses Gebiet vergrößert und 1921 nach dem Großwildjäger Selous Game Reserve benannt. Sein Grab und die Gräber seiner gefallenen Kameraden liegen nahe einem Fahrweg und können im Wildschutzgebiet besucht werden.

## Selous Scouts
Nach ihm wurden auch die Selous Scouts benannt, eine in den 1970er Jahren existierende Spezialeinheit der rhodesischen Armee zur Bekämpfung von Guerillas.